# トロンハイム市電
トロンハイム市電（トロンハイムしでん、ノルウェー語: Trikken i Trondheim）は、ノルウェーのトロンハイムに存在する路面電車。ロシアのアルハンゲリスク市電が2004年に廃止されて以降、世界で最も北に位置する路面電車路線である。

## 概要
1901年に最初の路線が開通し、最盛期の1958年～1968年にはトロンハイム市内に4路線を有していたがそれ以降は路線の廃止が進み、1988年以降はセントオラヴ門（St. Olavs gate）電停～リアン（Lian）電停間を結ぶグラカル線（Gråkallbanen）のみが運行している。1980年代には市電を全廃する動きもあったが、市電存続派の市長が選挙で勝利した事もあって残された路線を存続する方向となり、1990年以降市電の旅客運送は民間企業（現：ボレアールバーネ）へと移管している。
Munkvoll電停に併設している車庫には市電博物館（Sporveismuseet i Trondheim）が存在し、過去に活躍した車両が保存されている他、一部の車両は走行可能な状態が維持されている。

## 車両

### クラス8電車
それまで使用していたクラス7などの旧型電車を置き換えるために導入された2車体連接車。リンケ・ホフマンが製造を担当した。トロンハイム市電は起終点にループ線がある構造になっているため運転台はシングルアーム式パンタグラフが搭載されている車体のみに設置され、扉も片側のみに存在する。
11編成が製造されたが、1997年の事故により2編成が廃車されている。
| 画像 | 形式名  | 製造年    | 総数 | 全長     | 全高 | 全幅    | 自重  | 最高速度 | 出力  | 歯車比 | 定員             | 軌間    | 備考 |
| ---- | ------- | --------- | ---- | -------- | ---- | ------- | ----- | -------- | ----- | ------ | ---------------- | ------- | ---- |
|      | クラス8 | 1984-1985 | 11両 | 19,900mm | ？   | 2,600mm | 27.1t | 65km/h   | 300kw | ？     | 143人 (座席53人) | 1,000mm |      |

### クラス7電車
1956年10月10日、トロンハイム市電のDalsenget車庫で火災が発生し、当時導入されていた大型電車（クラス5、クラス6）を含む43両の車両が焼失した。その事態を受けて導入が行われたのがクラス7である。ノルウェーの鉄道車両メーカーであるストレンメンが製造を担当した。

電動車28両と付随車15両が導入され、1956年から運転を開始した。そのうち電動車5両については、焼失した電車の部品を再利用している。
路線廃止による規模の縮小や老朽化によりクラス8に置き換えられ、1984年までに定期運用から引退した。その後は電動車4両と付随車1両が市電博物館で保存されている
| 画像 | 形式名  | 製造年    | 総数                          | 全長     | 全高 | 全幅    | 自重            | 最高速度 | 出力            | 歯車比 | 定員             | 軌間    | 備考 |
| ---- | ------- | --------- | ----------------------------- | -------- | ---- | ------- | --------------- | -------- | --------------- | ------ | ---------------- | ------- | ---- |
|      | クラス7 | 1956-1957 | 28両（電動車） 15両（付随車） | 13,200mm | ？   | 2,600mm | 15.1t（電動車） | ？       | 172kw（電動車） | ？     | 143人 (座席53人) | 1,000mm |      |

## 外部サイト
- “Gråkallbanen Tram Sightseeingn”. 2018年7月7日閲覧。 トロンハイム市による紹介ページ（英語）
- “Gråkallbanen”. 2018年7月7日閲覧。 ボレアールバーネの公式ページ（ノルウェー語）